# Leccinoideae
Leccinoideae — підродина базидіомікотових грибів родини болетові (Boletaceae). Серед представників групи багато дуже цінних їстівних грибів: різні види підберезників, червоноголовців та бабок.

## Роди
- Borofutus
- Chamonixia
- Ionosporus
- Leccinum
- Leccinellum
- Octaviania
- Retiboletus
- Rossbeevera
- Spongiforma
- Turmalinea
- Tylocinum